# Вовчоярівка
Вовчоя́рівка (в минулому — Вовчий Яр) — селище в Україні, у Лисичанській міській громаді Сіверськодонецького району Луганської області.

## Географія
СМТ розташоване приблизно в 5 км від с. Верхньокам'янка. 
Відстань до районного центру приблизно 15 км, до обласного центру приблизно 75 км.

## Історія
За даними 1859 року тут існувало три поселення:
- Вовчоярівка Перша (Чорногорівка), панське село, над Біленькою, 62 господи[2], 483 особи;
- Вовчоярівка Друга (Чорногорівка), панське село, над Біленькою, 16 господ, 147 осіб;
- Філатівка (Олександрівка), панське село, над річкою Гарькава, 8 господ, 104 особи.[3]

За радянських часів до складу селища увійшли Вороб'ївка, Секменівка та Фугарівка.
Селище постраждало внаслідок геноциду українського народу, вчиненого урядом СРСР у 1932—1933 роках, кількість встановлених жертв — 76 жителів селища.

## Населення
За даними перепису 2001 року населення селища становило 1293 особи, з них 89,17 % зазначили рідною українську мову, 10,75 % — російську, а 0,08 % — іншу

## Секменівський крейдовий кар'єр

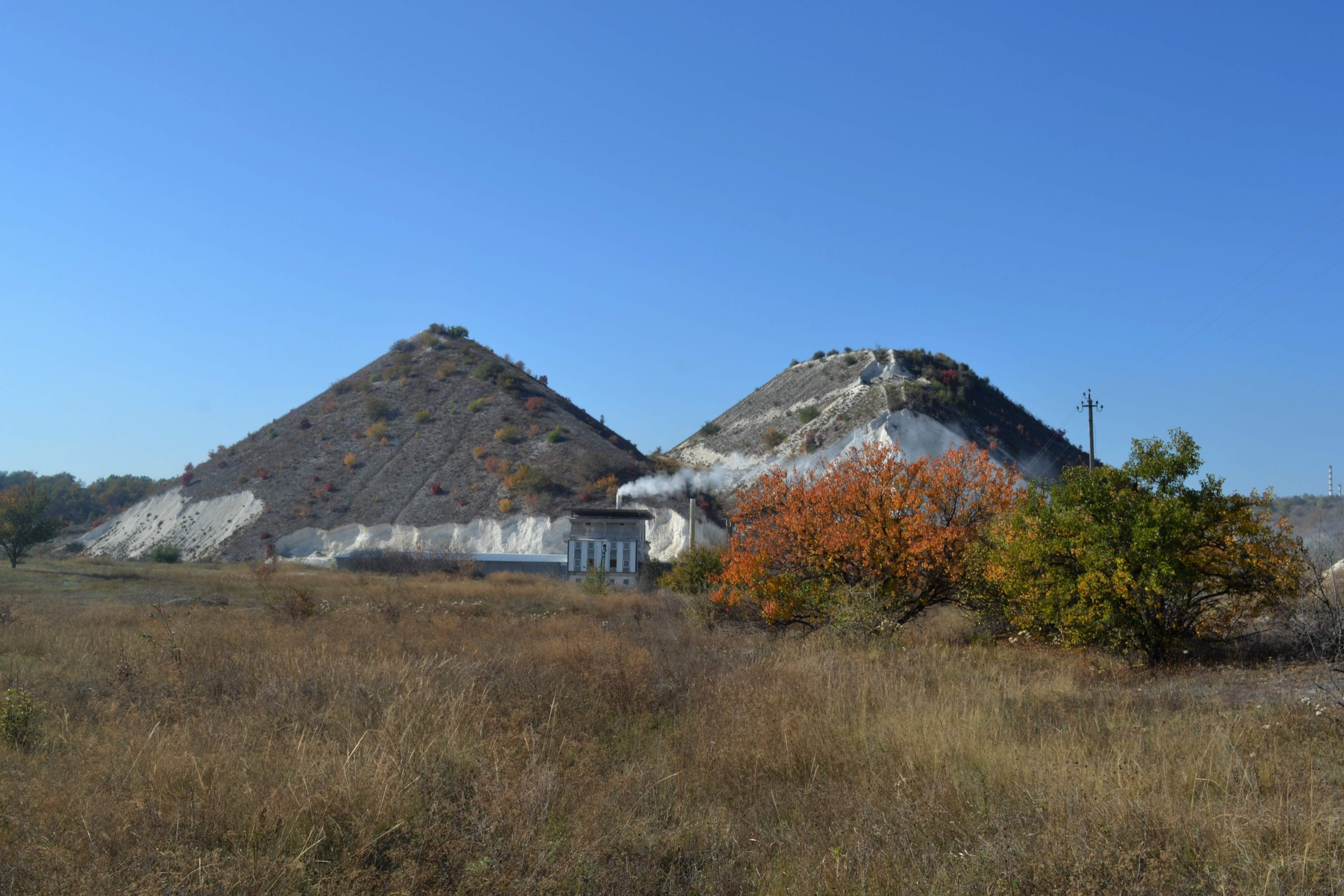
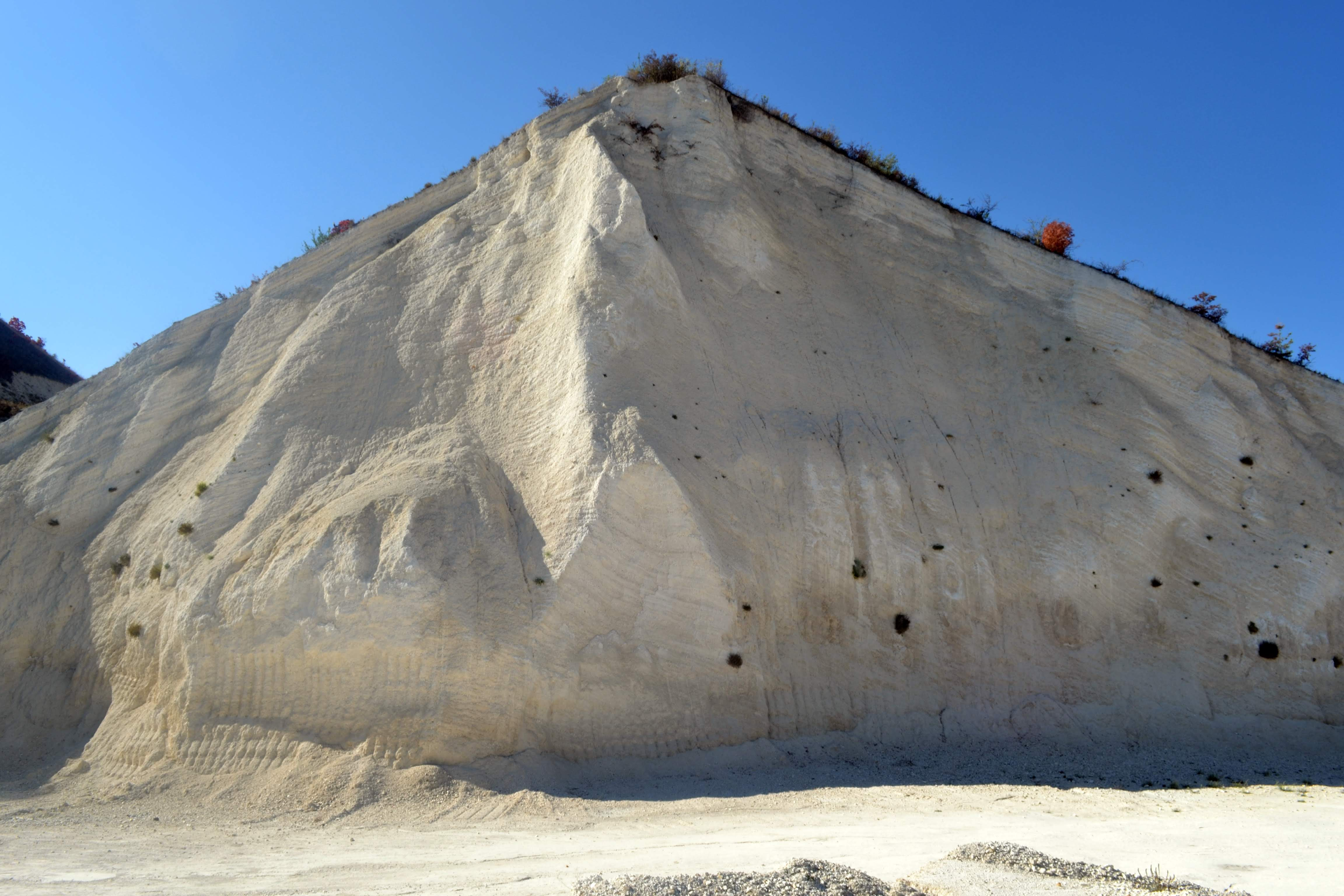
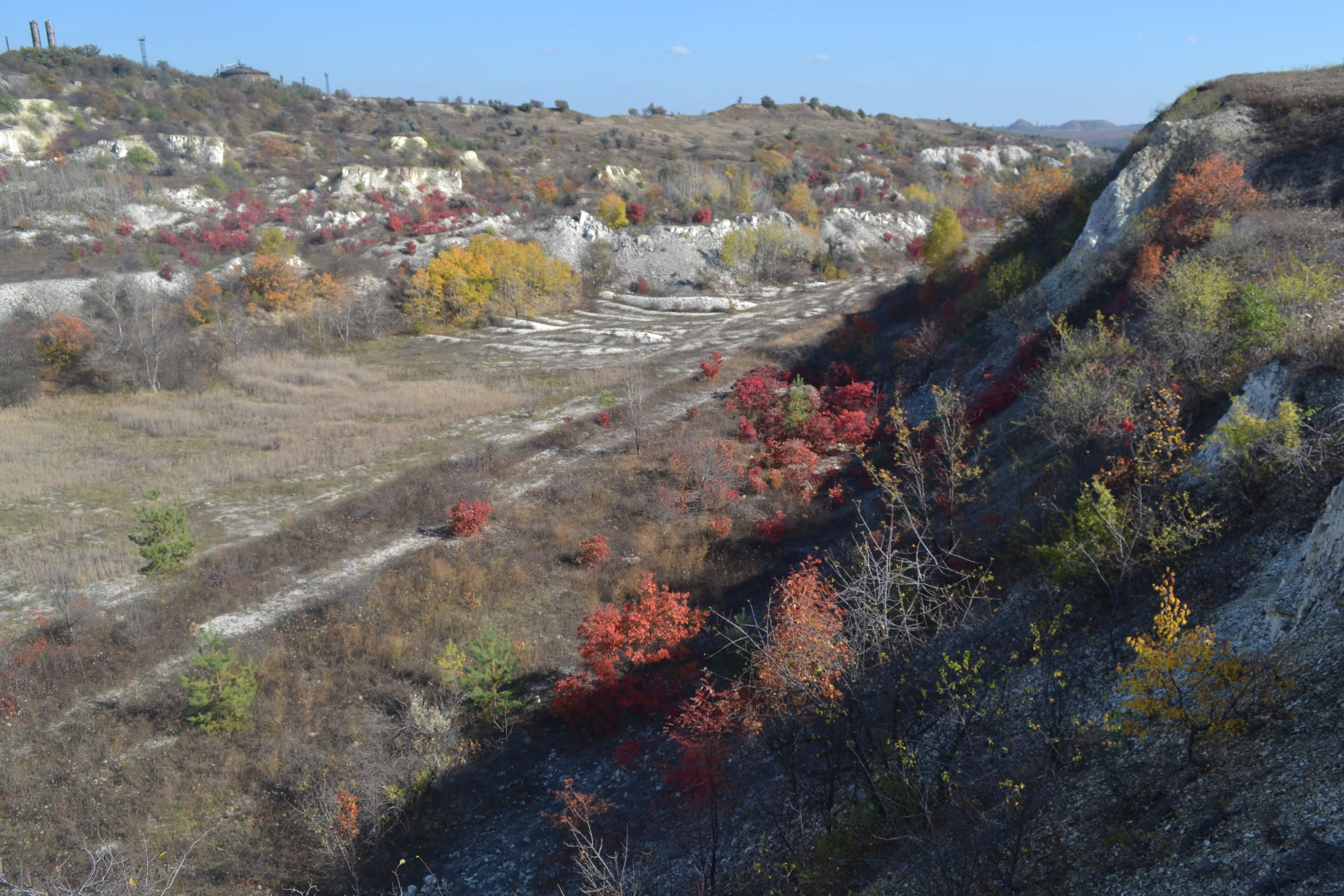

Поблизу розташований Секменівський крейдяний кар'єр, у якому з 1925 по 1951 рік видобували крейду для Лисичанського содового заводу. Поблизу кар'єра — два терикони з дрібної фракції крейди (мергелю).
Невеличке ТОВ виробляє крейду мелену різних марок.
- ТОВ Секменівський крейдовий кар'єр на Facebook

## Станція перекачування води та розсолу

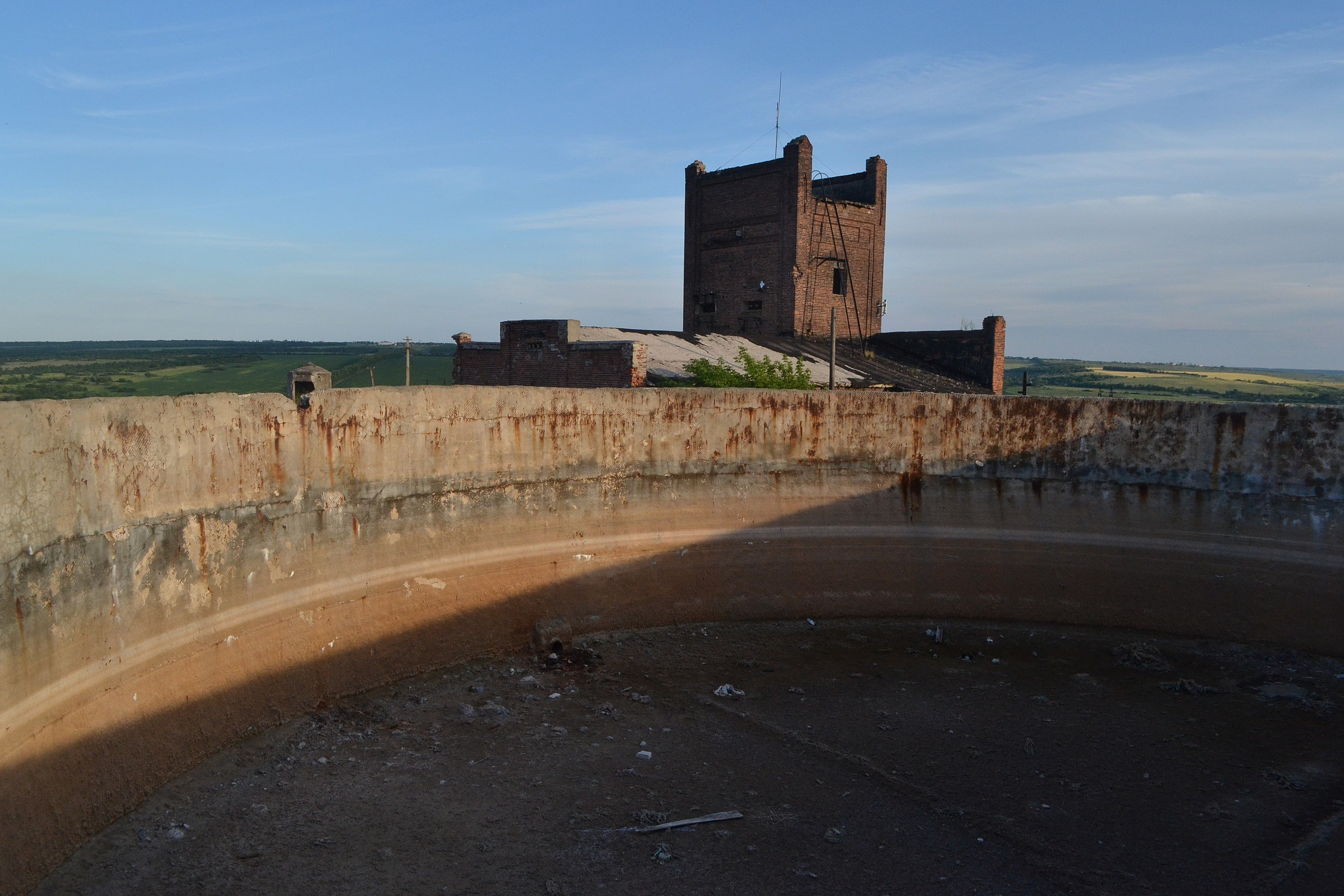

На східній околиці селища розташована колишня станція перекачування розсолу на завод Донсода.

## Особистості
У селищі народились:
- Величко Борис Федорович (1931 — 2017) — спеціаліст з області електротермії феросплавів, двічі лауреат Державної премії України в галузі науки і техніки, Герой Соціалістичної Праці.

## Світлини

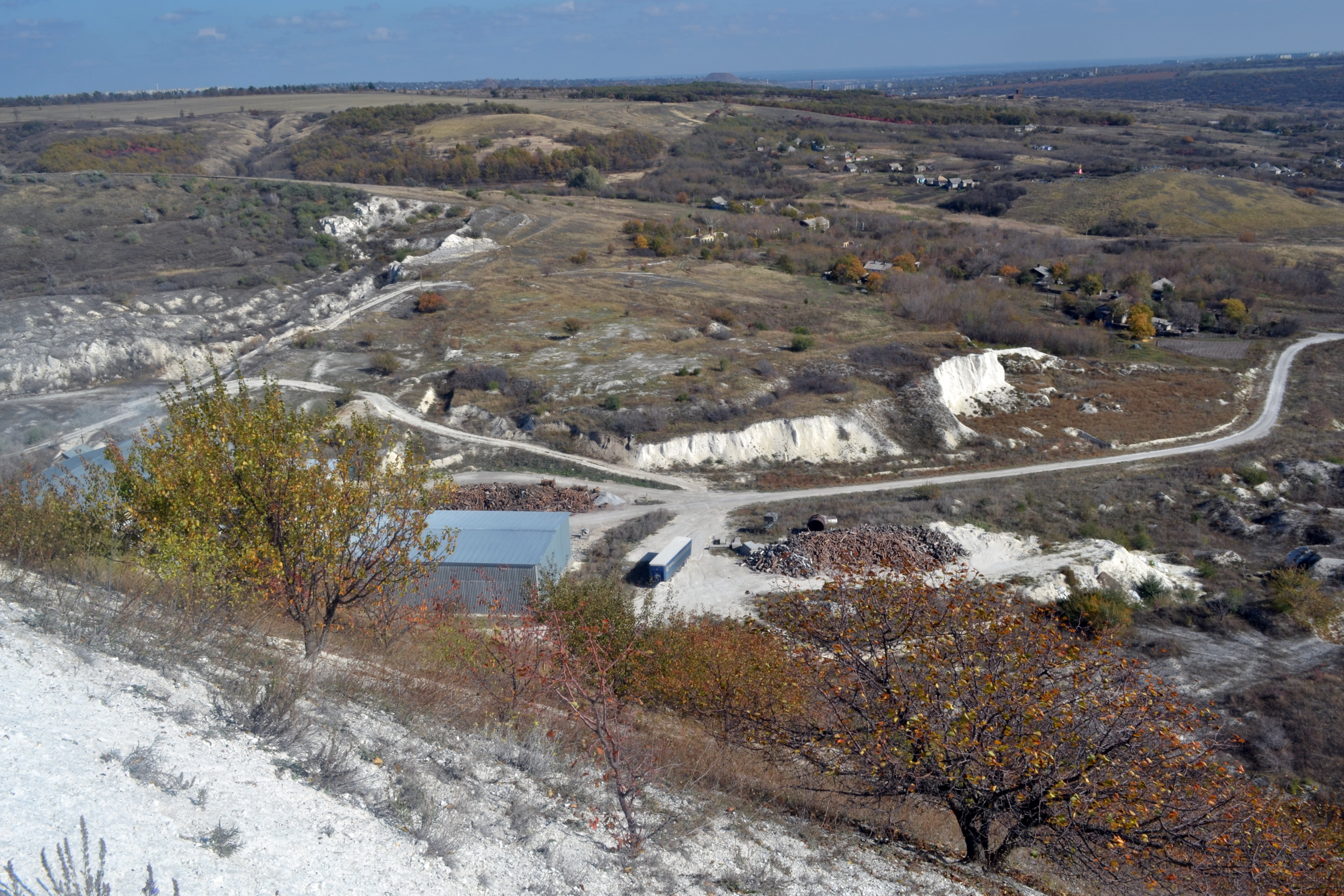
Вовчоярівка
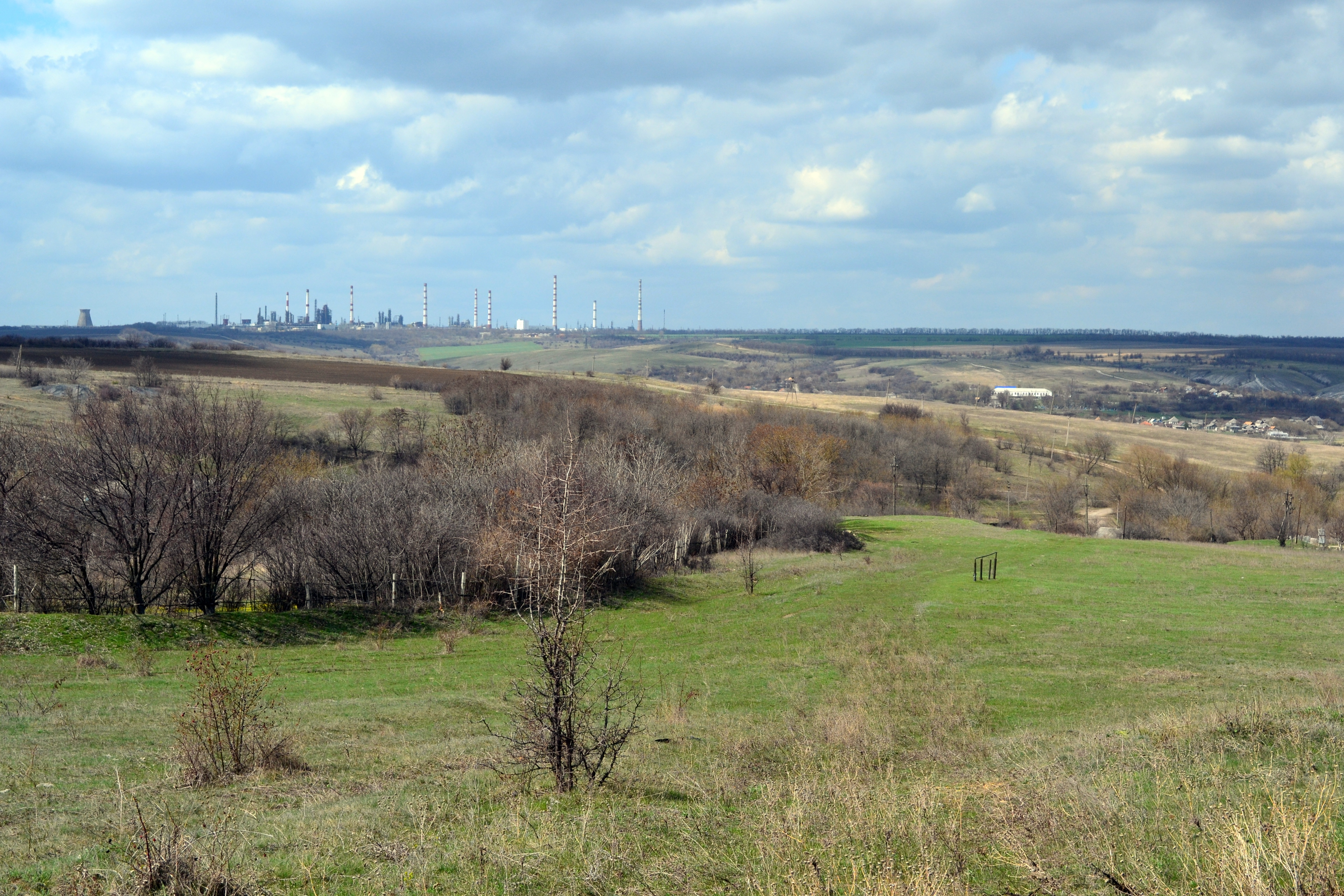
Фугарівка(Вовчоярівка)
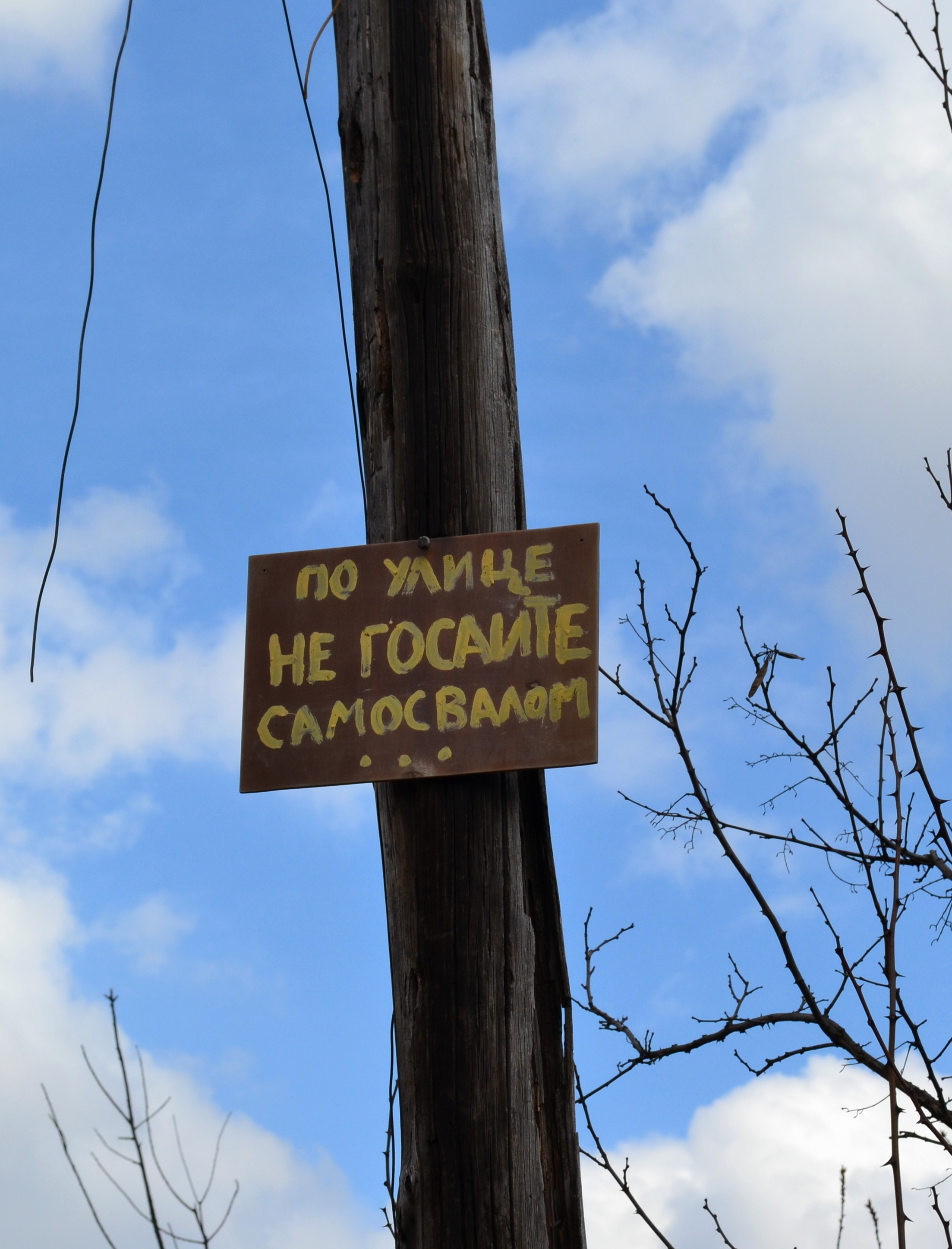
Фугарівкою не гасати
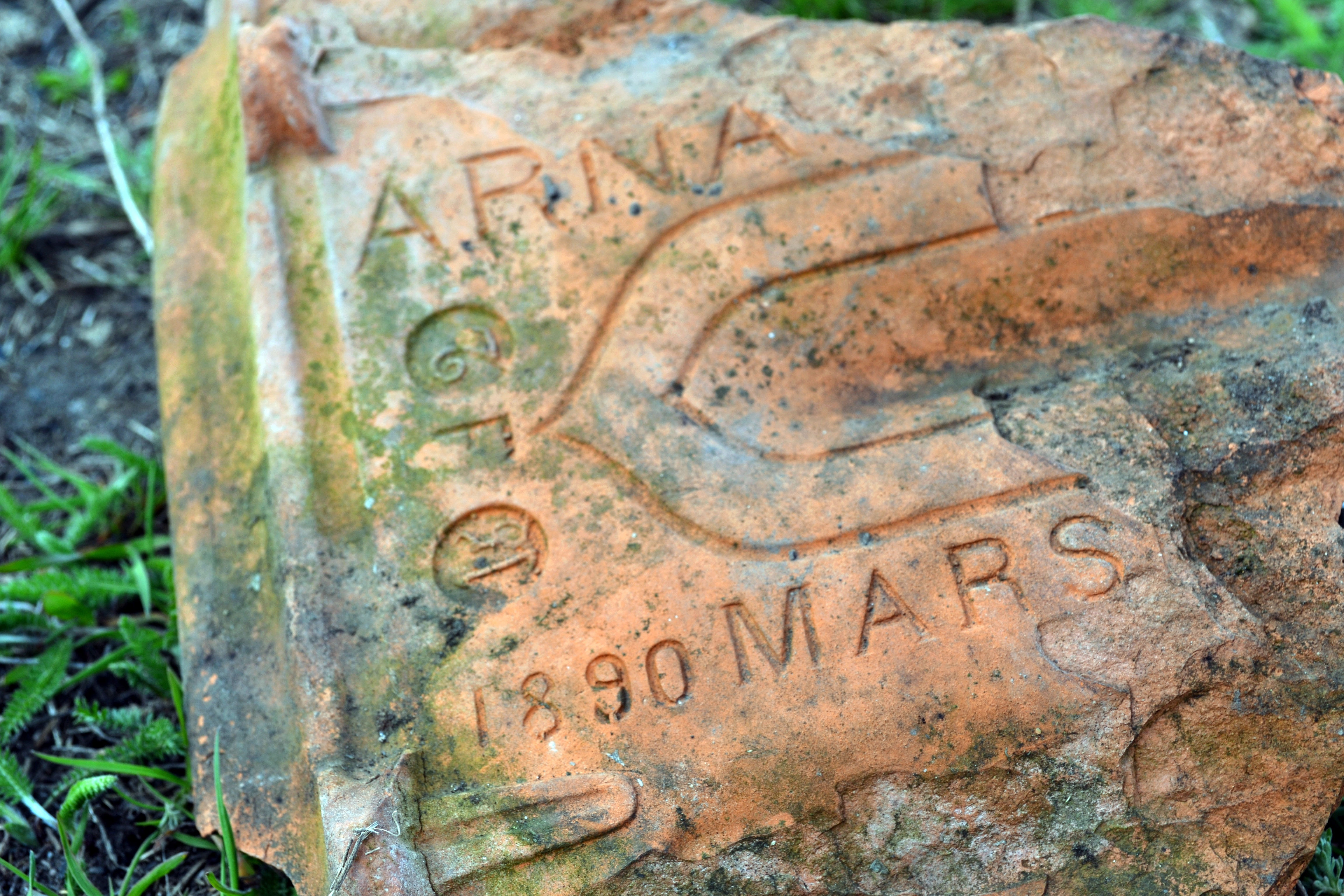
французька черепиця
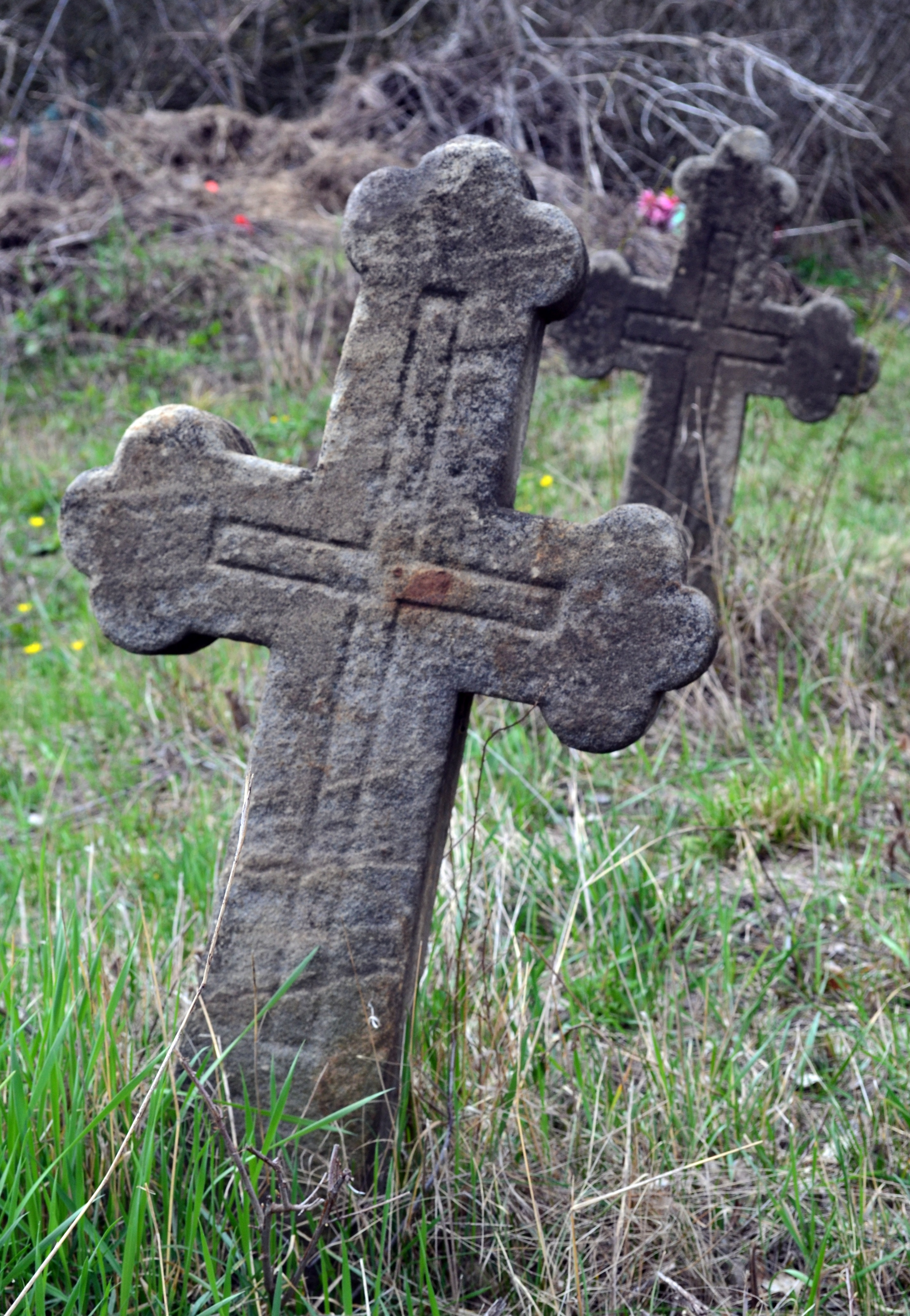
сербські могили
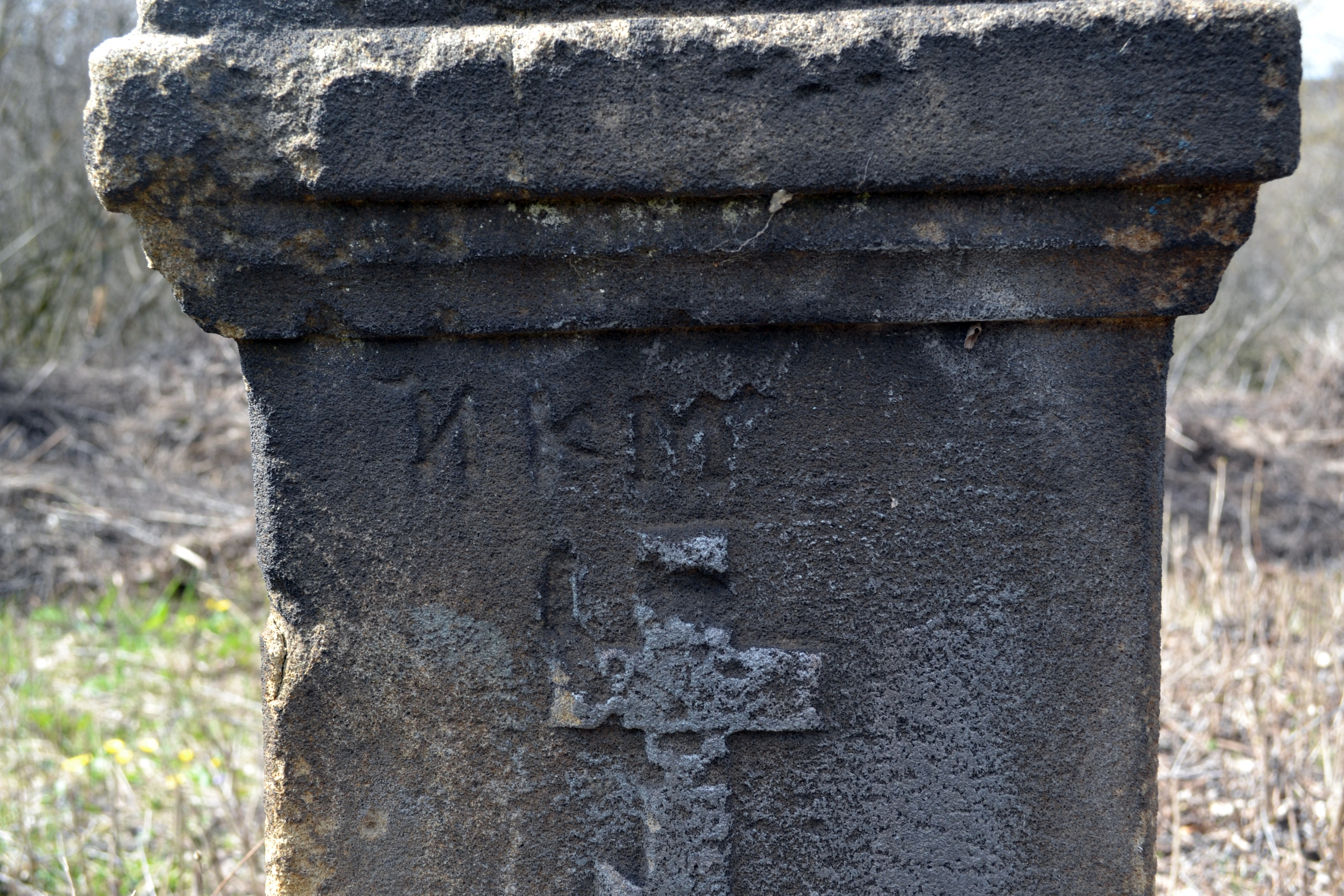
сербські могили
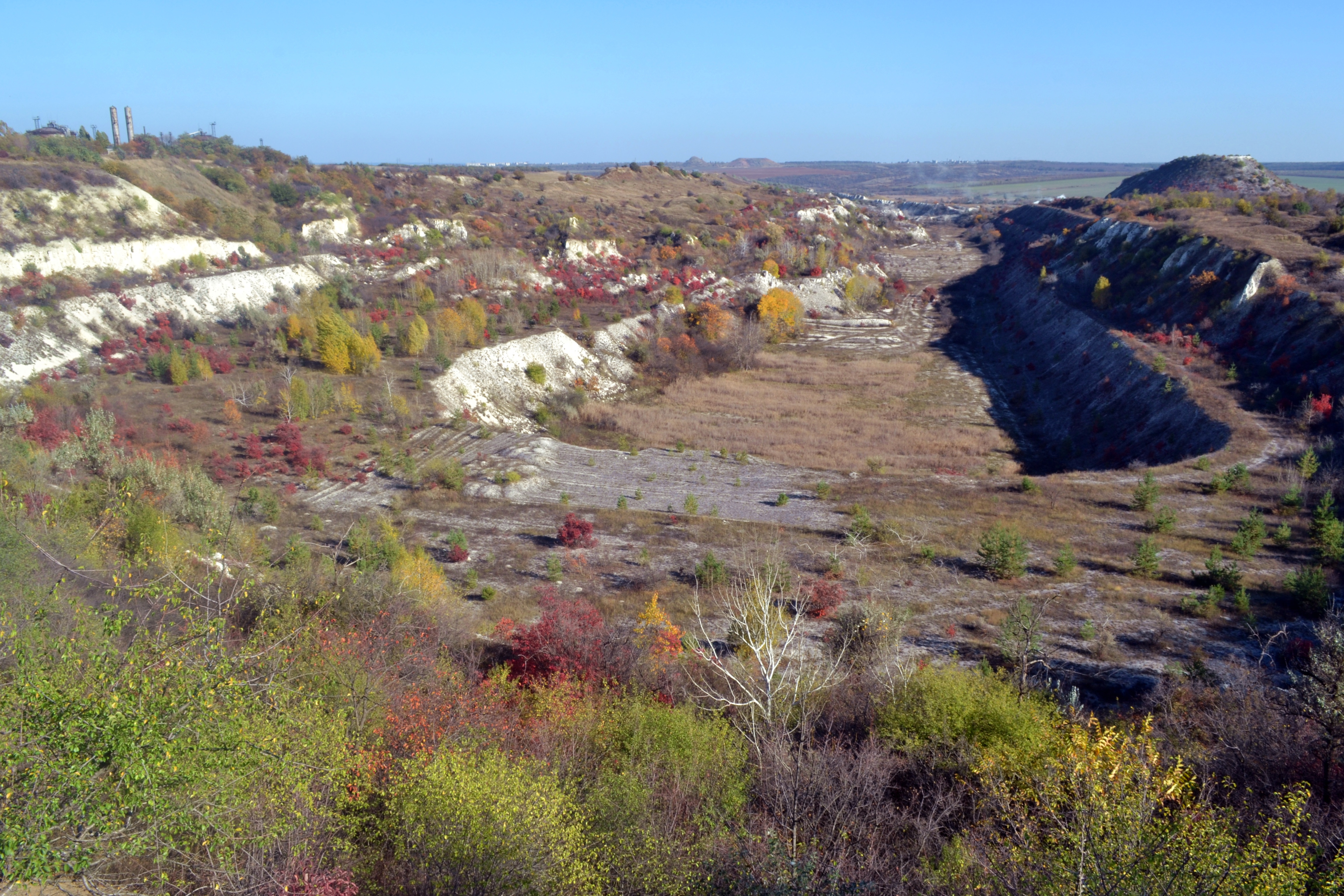
Вовчоярівський (Секменівський) крейдяний кар'єр
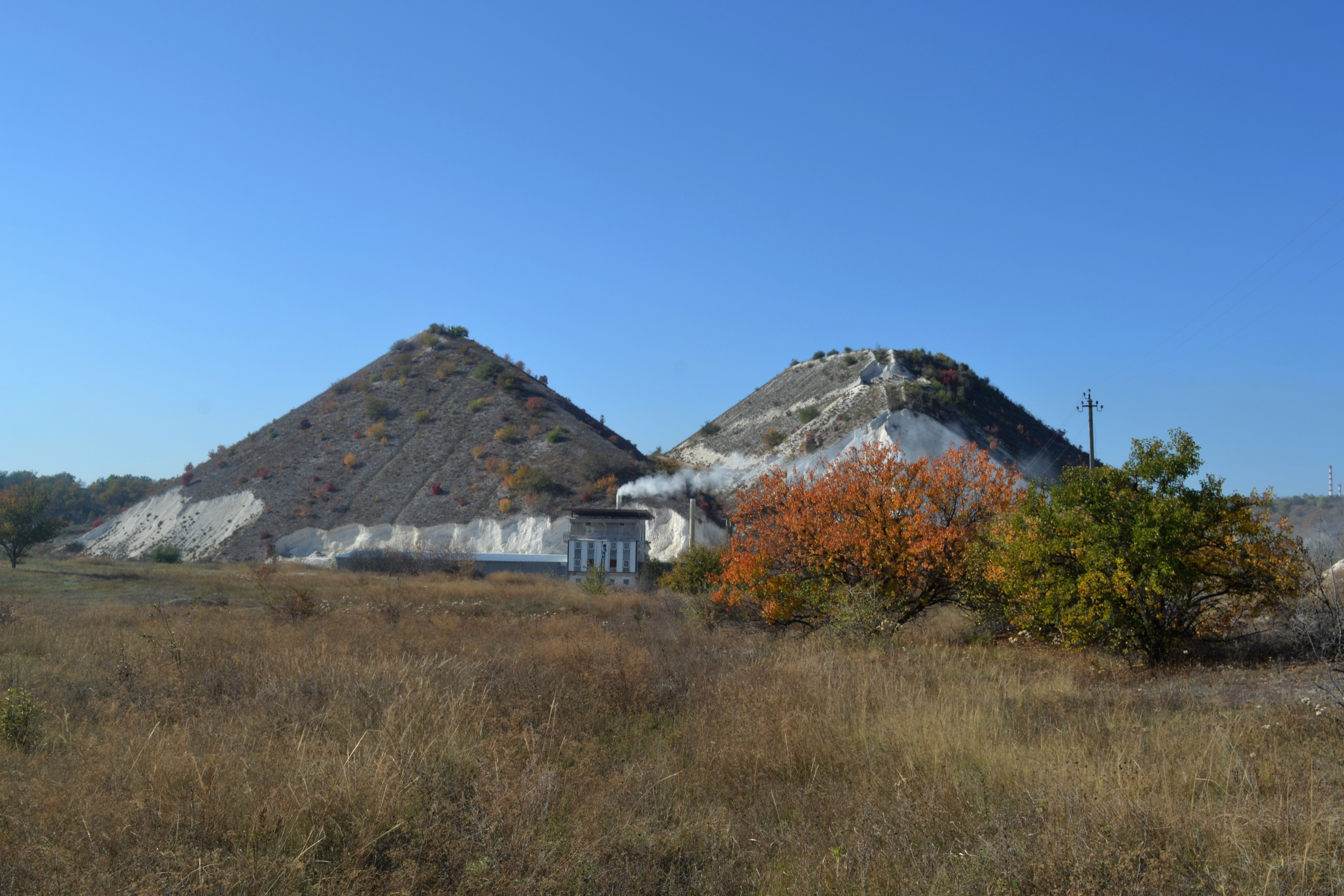
Вовчоярівський (Секменівський) крейдяний кар'єр